# Álvaro Arbeloa
Álvaro Arbeloa Coca (Salamanca, 17 de janeiro de 1983) é um treinador e ex-futebolista espanhol que atuava na posições de lateral-direito e zagueiro. Atualmente comanda o Real Madrid Castilla.

## Clubes
Quando tinha quatro anos, sua família se mudou para Zaragoza, onde Arbeloa ingressou aos doze anos nas categorias de base do Real Zaragoza. Sete anos mais tarde, acabou ingressando nas categorias de base do Real Madrid, onde ficou até o início de 2006, quando foi contratado pelo Deportivo La Coruña por um milhões e trezentos mil euros.
Em janeiro de 2007, foi contratado pelo Liverpool, por quatro milhões de euros. Na Inglaterra, mostrou seu melhor futebol, o que garantiu sua primeira convocação para a seleção espanhola, em 2008. Atuou pela Espanha na Eurocopa de 2008 e nas Copa das Confederações de 2009.

### Real Madrid
Demonstrando bom futebol nos Reds, em 29 de julho de 2009, acabou retornando ao Real Madrid, tendo os merengues pago quatro milhões de euros, sendo firmado um contrato de cinco anos.
Em 2012, Arbeloa ganhou a titularidade no Real Madrid, devido a lesão do zagueiro Pepe e o até então lateral direito titular do clube, Sergio Ramos, passou a atuar de zagueiro. Assim, Álvaro pegou a vaga de lateral direito.
Deixou o Real Madrid após conquistar a Liga dos Campeões 2015-16.

### West Ham e aposentadoria
Em 31 de agosto de 2016, assinou com o West Ham.
Com o término da temporada 2016/17 e o fim do contrato com o West Ham, anunciou a aposentadoria.

## Vida pessoal
É casado desde de 2009 com Carlota Ruíz, com quem tem três filhos: Alba Arbeloa nascida em 2010, Raul Arbeloa nascido em 2013 e Vega Arbeloa nascida em 2015.

## Títulos
Real Madrid Castilla
- Terceira Divisão Espanhola: 2004-05

Liverpool
- Dallas Cup: 2008

Real Madrid
- Copa do Mundo de Clubes da FIFA: 2014
- Liga dos Campeões da UEFA: 2013-14, 2015-16
- Supercopa da UEFA: 2014
- La Liga: 2011-12
- Copa del Rey: 2010-11, 2013-14
- Troféu Santiago Bernabéu: 2009, 2010, 2011, 2012, 2013, 2015
- Supercopa da Espanha: 2012
- Troféu Teresa Herrera: 2013

Seleção Espanhola
- Copa do Mundo FIFA: 2010
- Eurocopa: 2008 e 2012
- Taça Meridional da UEFA–CAF: 2001

### Prêmios individuais
- Medalha do Mérito Desportivo de Aragón: 2010[6]
- Medalha do Mérito Desportivo de Zaragoza: 2011[7]
- Real Ordem de Mérito Esportivo: 2011[8]